# 宜蘭縣議員列表
宜蘭縣議員是宜蘭縣之民意代表，組成宜蘭縣議會，監督宜蘭縣政府。現任議員係2022九合一選舉中所選出之第20屆議員，2022年12月25日宣誓就職，2026年12月24日任期屆滿。

## 第十二屆宜蘭縣議員
投票日期：1990年1月20日
| 第十二屆宜蘭縣議員                                                                  | 第十二屆宜蘭縣議員 | 第十二屆宜蘭縣議員                     |
| ----------------------------------------------------------------------------------- | ------------------ | -------------------------------------- |
| 第一選舉區 宜蘭市                                                                   | 中國國民黨         | 張建榮、林榮星、林明昌、林海進         |
| 第一選舉區 宜蘭市                                                                   | 無黨籍             | 游萬年、林于月                         |
| 第二選舉區 頭城鎮、礁溪鄉                                                           | 中國國民黨         | 林月霞、吳坤鐘、游旺欉、尤松雄         |
| 第二選舉區 頭城鎮、礁溪鄉                                                           | 無黨籍             | 鄭美蘭                                 |
| 第三選舉區 員山鄉、壯圍鄉                                                           | 中國國民黨         | 歐耀北、廖明灶                         |
| 第三選舉區 員山鄉、壯圍鄉                                                           | 無黨籍             | 陳榮宗、黃重邱                         |
| 第四選舉區 羅東鎮                                                                   | 中國國民黨         | 羅國雄、賴翰霆                         |
| 第四選舉區 羅東鎮                                                                   | 民主進步黨         | 游玉麟                                 |
| 第四選舉區 羅東鎮                                                                   | 無黨籍             | 陳淑暖                                 |
| 第五選舉區 五結鄉、冬山鄉                                                           | 中國國民黨         | 羅素貞、林丙丁、楊政誠、張春煌、李阿紅 |
| 第五選舉區 五結鄉、冬山鄉                                                           | 民主進步黨         | 游振亮                                 |
| 第六選舉區 三星鄉、大同鄉                                                           | 中國國民黨         | 李正廷                                 |
| 第六選舉區 三星鄉、大同鄉                                                           | 民主進步黨         | 陳文昌                                 |
| 第七選舉區 蘇澳鎮、南澳鄉                                                           | 中國國民黨         | 陳金麟、吳文發、李坤山、林正標         |
| 第八選舉區 宜蘭市、頭城鎮、礁溪鄉、員山鄉、壯圍鄉、三星鄉、大同鄉之山地原住民選舉區 | 中國國民黨         | 許金虎                                 |
| 第九選舉區 羅東鎮、蘇澳鎮、五結鄉、冬山鄉、南澳鄉之山地原住民選舉區                 | 中國國民黨         | 江新財                                 |

## 第十六屆宜蘭縣議員
| 第十六屆宜蘭縣議員                                                                    | 第十六屆宜蘭縣議員 | 第十六屆宜蘭縣議員     |
| ------------------------------------------------------------------------------------- | ------------------ | ---------------------- |
| 第一選舉區 宜蘭市                                                                     | 中國國民黨         | 張建榮、江碧華、莊淑如 |
| 第一選舉區 宜蘭市                                                                     | 民主進步黨         | 江聰淵、吳福田、余美雪 |
| 第一選舉區 宜蘭市                                                                     | 無黨籍             | 林錫明                 |
| 第二選舉區 頭城鎮                                                                     | 中國國民黨         | 曹乾舜                 |
| 第二選舉區 頭城鎮                                                                     | 無黨籍             | 蔡文益                 |
| 第三選舉區 礁溪鄉                                                                     | 中國國民黨         | 黃太平                 |
| 第三選舉區 礁溪鄉                                                                     | 民主進步黨         | 吳宏謀                 |
| 第三選舉區 礁溪鄉                                                                     | 無黨籍             | 李清林                 |
| 第四選舉區 員山鄉                                                                     | 中國國民黨         | 黃浴沂                 |
| 第四選舉區 員山鄉                                                                     | 民主進步黨         | 張漢東                 |
| 第五選舉區 壯圍鄉                                                                     | 民主進步黨         | 陳福山                 |
| 第五選舉區 壯圍鄉                                                                     | 無黨籍             | 林水金                 |
| 第六選舉區 羅東鎮                                                                     | 中國國民黨         | 林姿妙、陳鴻禧、吳秋齡 |
| 第六選舉區 羅東鎮                                                                     | 民主進步黨         | 劉添梧、謝志得         |
| 第七選舉區 五結鄉                                                                     | 中國國民黨         | 林朝旺                 |
| 第七選舉區 五結鄉                                                                     | 民主進步黨         | 黃適超、沈德茂         |
| 第八選舉區 冬山鄉                                                                     | 中國國民黨         | 劉石純                 |
| 第八選舉區 冬山鄉                                                                     | 民主進步黨         | 游祥德                 |
| 第八選舉區 冬山鄉                                                                     | 無黨籍             | 張春煌                 |
| 第九選舉區 三星鄉、大同鄉                                                             | 中國國民黨         | 李志鏞                 |
| 第九選舉區 三星鄉、大同鄉                                                             | 民主進步黨         | 陳文昌                 |
| 第十選舉區 蘇澳鎮、南澳鄉                                                             | 中國國民黨         | 陳金麟、林棋山         |
| 第十選舉區 蘇澳鎮、南澳鄉                                                             | 民主進步黨         | 陳正男                 |
| 第十一選舉區 宜蘭市、頭城鎮、礁溪鄉、員山鄉、壯圍鄉、三星鄉、大同鄉之山地原住民選舉區 | 中國國民黨         | 簡海樹                 |
| 第十二選舉區 羅東鎮、蘇澳鎮、五結鄉、冬山鄉、南澳鄉之山地原住民選舉區                 | 中國國民黨         | 陳銘福                 |

## 第十七屆宜蘭縣議員
| 第十七屆宜蘭縣議員                                                                    | 第十七屆宜蘭縣議員 | 第十七屆宜蘭縣議員     |
| ------------------------------------------------------------------------------------- | ------------------ | ---------------------- |
| 第一選舉區 宜蘭市                                                                     | 中國國民黨         | 張建榮、林岳賢、江碧華 |
| 第一選舉區 宜蘭市                                                                     | 民主進步黨         | 江聰淵、吳福田         |
| 第一選舉區 宜蘭市                                                                     | 無黨籍             | 賴瑞鼎                 |
| 第二選舉區 頭城鎮                                                                     | 中國國民黨         | 蔡文益、曹乾舜         |
| 第三選舉區 礁溪鄉                                                                     | 中國國民黨         | 李清林                 |
| 第三選舉區 礁溪鄉                                                                     | 民主進步黨         | 吳宏謀                 |
| 第四選舉區 員山鄉                                                                     | 中國國民黨         | 黃浴沂                 |
| 第四選舉區 員山鄉                                                                     | 民主進步黨         | 張漢東                 |
| 第五選舉區 壯圍鄉                                                                     | 民主進步黨         | 陳福山                 |
| 第五選舉區 壯圍鄉                                                                     | 無黨籍             | 林水金                 |
| 第六選舉區 羅東鎮                                                                     | 中國國民黨         | 陳鴻禧、吳秋齡         |
| 第六選舉區 羅東鎮                                                                     | 民主進步黨         | 劉添梧、黃素琴、謝志得 |
| 第七選舉區 五結鄉                                                                     | 中國國民黨         | 林朝旺                 |
| 第七選舉區 五結鄉                                                                     | 民主進步黨         | 黃適超、沈德茂         |
| 第八選舉區 冬山鄉                                                                     | 中國國民黨         | 楊政誠                 |
| 第八選舉區 冬山鄉                                                                     | 民主進步黨         | 張秋明、游祥德、邱素梅 |
| 第九選舉區 三星鄉、大同鄉                                                             | 中國國民黨         | 李志鏞                 |
| 第九選舉區 三星鄉、大同鄉                                                             | 民主進步黨         | 簡德旺                 |
| 第十選舉區 蘇澳鎮、南澳鄉                                                             | 中國國民黨         | 陳金麟、林棋山         |
| 第十選舉區 蘇澳鎮、南澳鄉                                                             | 民主進步黨         | 陳正男                 |
| 第十一選舉區 宜蘭市、頭城鎮、礁溪鄉、員山鄉、壯圍鄉、三星鄉、大同鄉之山地原住民選舉區 | 中國國民黨         | 簡海樹                 |
| 第十二選舉區 羅東鎮、蘇澳鎮、五結鄉、冬山鄉、南澳鄉之山地原住民選舉區                 | 中國國民黨         | 陳孝仁                 |
| 第十三選舉區 平地原住民選舉區                                                         | 中國國民黨         | 陳來賜                 |

## 第十八屆宜蘭縣議員
| 第一選舉區 宜蘭市                                                                     | 中國國民黨 | 張建榮、林岳賢、黃定和         |
| 第一選舉區 宜蘭市                                                                     | 無黨籍     | 楊順木、林錫明、江碧華、林志鴻 |
| 第二選舉區 頭城鎮                                                                     | 無黨籍     | 林東成                         |
| 第二選舉區 頭城鎮                                                                     | 民主進步黨 | 林金龍                         |
| 第二選舉區 頭城鎮                                                                     | 中國國民黨 | 蔡文益（補選）                 |
| 第三選舉區 礁溪鄉                                                                     | 無黨籍     | 林成功                         |
| 第三選舉區 礁溪鄉                                                                     | 民主進步黨 | 吳宏謀                         |
| 第四選舉區 員山鄉                                                                     | 中國國民黨 | 黃浴沂                         |
| 第四選舉區 員山鄉                                                                     | 民主進步黨 | 陳俊宇                         |
| 第五選舉區 壯圍鄉                                                                     | 中國國民黨 | 黃建勇                         |
| 第五選舉區 壯圍鄉                                                                     | 無黨籍     | 陳福山                         |
| 第六選舉區 羅東鎮                                                                     | 中國國民黨 | 陳鴻禧、吳秋齡                 |
| 第六選舉區 羅東鎮                                                                     | 民主進步黨 | 劉添梧、黃素琴                 |
| 第六選舉區 羅東鎮                                                                     | 無黨籍     | 陳漢鍾                         |
| 第七選舉區 五結鄉                                                                     | 民主進步黨 | 張明華、黃適超                 |
| 第七選舉區 五結鄉                                                                     | 無黨籍     | 沈德茂                         |
| 第八選舉區 冬山鄉                                                                     | 中國國民黨 | 楊政誠                         |
| 第八選舉區 冬山鄉                                                                     | 民主進步黨 | 張秋明、游祥德                 |
| 第八選舉區 冬山鄉                                                                     | 無黨籍     | 薛呈懿                         |
| 第九選舉區 三星鄉、大同鄉                                                             | 民主進步黨 | 陳文昌                         |
| 第十選舉區 蘇澳鎮、南澳鄉                                                             | 民主進步黨 | 邱嘉進                         |
| 第十選舉區 蘇澳鎮、南澳鄉                                                             | 無黨籍     | 陳正男、林棋山                 |
| 第十一選舉區 平地原住民選舉區                                                         | 無黨籍     | 孫湯玉惠                       |
| 第十二選舉區 宜蘭市、頭城鎮、礁溪鄉、員山鄉、壯圍鄉、三星鄉、大同鄉之山地原住民選舉區 | 親民黨     | 陳傑麟                         |
| 第十三選舉區 羅東鎮、蘇澳鎮、五結鄉、冬山鄉、南澳鄉之山地原住民選舉區                 | 中國國民黨 | 陳孝仁                         |

## 第十九屆宜蘭縣議員
| 第一選舉區 宜蘭市                                                                     | 中國國民黨 | 張建榮、林岳賢、黃定和、莊淑如 |
| 第一選舉區 宜蘭市                                                                     | 民主進步黨 | 林 麗                          |
| 第一選舉區 宜蘭市                                                                     | 無黨籍     | 楊順木、林錫明                 |
| 第二選舉區 頭城鎮                                                                     | 中國國民黨 | 蔡文益                         |
| 第二選舉區 頭城鎮                                                                     | 民主進步黨 | 林金龍（遞補）                 |
| 第二選舉區 頭城鎮                                                                     | 無黨籍     | 賴良洲                         |
| 第三選舉區 礁溪鄉                                                                     | 中國國民黨 | 李清林                         |
| 第三選舉區 礁溪鄉                                                                     | 民主進步黨 | 吳宏謀                         |
| 第四選舉區 員山鄉                                                                     | 中國國民黨 | 黃浴沂                         |
| 第四選舉區 員山鄉                                                                     | 民主進步黨 | 陳俊宇                         |
| 第五選舉區 壯圍鄉                                                                     | 中國國民黨 | 黃建勇                         |
| 第五選舉區 壯圍鄉                                                                     | 無黨籍     | 陳福山                         |
| 第六選舉區 羅東鎮                                                                     | 中國國民黨 | 陳鴻禧、黃琤婷                 |
| 第六選舉區 羅東鎮                                                                     | 民主進步黨 | 劉添梧、呂惠卿                 |
| 第六選舉區 羅東鎮                                                                     | 無黨籍     | 陳漢鍾                         |
| 第七選舉區 五結鄉                                                                     | 中國國民黨 | 林義剛                         |
| 第七選舉區 五結鄉                                                                     | 民主進步黨 | 簡松樹                         |
| 第七選舉區 五結鄉                                                                     | 無黨籍     | 蔡金惠                         |
| 第八選舉區 冬山鄉                                                                     | 中國國民黨 | 楊弘旻                         |
| 第八選舉區 冬山鄉                                                                     | 民主進步黨 | 張秋明、謝燦輝                 |
| 第八選舉區 冬山鄉                                                                     | 無黨籍     | 邱素梅                         |
| 第九選舉區 三星鄉、大同鄉                                                             | 民主進步黨 | 陳文昌                         |
| 第十選舉區 蘇澳鎮、南澳鄉                                                             | 中國國民黨 | 林騰煌                         |
| 第十選舉區 蘇澳鎮、南澳鄉                                                             | 無黨籍     | 陳玉萍、林棋山                 |
| 第十一選舉區 平地原住民選舉區                                                         | 無黨籍     | 孫湯玉惠                       |
| 第十二選舉區 宜蘭市、頭城鎮、礁溪鄉、員山鄉、壯圍鄉、三星鄉、大同鄉之山地原住民選舉區 | 親民黨     | 陳傑麟                         |
| 第十三選舉區 羅東鎮、蘇澳鎮、五結鄉、冬山鄉、南澳鄉之山地原住民選舉區                 | 無黨籍     | 松王淑珍                       |

## 第二十屆宜蘭縣議員
| 第一選舉區 宜蘭市                                                                     | 中國國民黨  | 張勝德、林岳賢、莊淑如（解職） |
| 第一選舉區 宜蘭市                                                                     | 民主進步黨  | 林 麗、黃惠慈（遞補當選）      |
| 第一選舉區 宜蘭市                                                                     | 神 正神名黨 | 楊順木                         |
| 第一選舉區 宜蘭市                                                                     | 無黨籍      | 林錫明、黃定和                 |
| 第二選舉區 頭城鎮                                                                     | 中國國民黨  | 賴良洲                         |
| 第二選舉區 頭城鎮                                                                     | 民主進步黨  | 林詩穎                         |
| 第三選舉區 礁溪鄉                                                                     | 無黨籍      | 林聰池                         |
| 第三選舉區 礁溪鄉                                                                     | 民主進步黨  | 吳宏謀                         |
| 第四選舉區 員山鄉                                                                     | 中國國民黨  | 黃浴沂                         |
| 第四選舉區 員山鄉                                                                     | 民主進步黨  | 陳俊宇                         |
| 第四選舉區 員山鄉                                                                     | 中國國民黨  | 黃雯如                         |
| 第五選舉區 壯圍鄉                                                                     | 中國國民黨  | 黃建勇                         |
| 第五選舉區 壯圍鄉                                                                     | 無黨籍      | 陳福山                         |
| 第六選舉區 羅東鎮                                                                     | 中國國民黨  | 陳鴻禧、黃琤婷                 |
| 第六選舉區 羅東鎮                                                                     | 民主進步黨  | 謝家倫、呂惠卿                 |
| 第六選舉區 羅東鎮                                                                     | 無黨籍      | 陳漢鍾                         |
| 第七選舉區 五結鄉                                                                     | 中國國民黨  | 林義剛                         |
| 第七選舉區 五結鄉                                                                     | 民主進步黨  | 簡松樹                         |
| 第七選舉區 五結鄉                                                                     | 無黨籍      | 沈信雄                         |
| 第八選舉區 冬山鄉                                                                     | 中國國民黨  | 楊弘旻                         |
| 第八選舉區 冬山鄉                                                                     | 民主進步黨  | 林佩瑩、謝燦輝                 |
| 第八選舉區 冬山鄉                                                                     | 無黨籍      | 邱素梅                         |
| 第九選舉區 三星鄉、大同鄉                                                             | 民主進步黨  | 陳文昌                         |
| 第十選舉區 蘇澳鎮、南澳鄉                                                             | 中國國民黨  | 李茂豐（歿）                   |
| 第十選舉區 蘇澳鎮、南澳鄉                                                             | 民主進步黨  | 謝正信                         |
| 第十選舉區 蘇澳鎮、南澳鄉                                                             | 無黨籍      | 陳玉萍                         |
| 第十一選舉區 平地原住民選舉區                                                         | 無黨籍      | 孫湯玉惠                       |
| 第十二選舉區 宜蘭市、頭城鎮、礁溪鄉、員山鄉、壯圍鄉、三星鄉、大同鄉之山地原住民選舉區 | 中國國民黨  | 沈志弘                         |
| 第十三選舉區 羅東鎮、蘇澳鎮、五結鄉、冬山鄉、南澳鄉之山地原住民選舉區                 | 中國國民黨  | 游吉祥                         |

### 腳註
1. ↑   (PDF). 宜蘭縣選舉委員會.   [2024-06-14]. （原始内容存档 (PDF)于2024-06-14）.
2. ↑   (PDF). 宜蘭縣選舉委員會.
3. ↑  . 中央選舉委員會選舉資料庫.   [2024-06-12]. （原始内容存档于2024-07-05）.
4. ↑  王揚宇. . 自由時報電子報. 2015-03-13  [2024-06-17]. （原始内容存档于2015-12-24） （中文（臺灣））.
5. ↑  翁正杉; 趙奇濤. . 宜蘭新聞網. 2016-11-30  [2024-06-17]. （原始内容存档于2017-04-29） （中文（臺灣））.
6. ↑  王揚宇; 簡惠茹; 江志雄. . 自由時報電子報. 2015-06-04  [2024-06-17]. （原始内容存档于2015-06-07） （中文（臺灣））.
7. ↑  江志雄. . 自由時報電子報. 2016-08-13  [2024-06-12]. （原始内容存档于2024-06-12） （中文（臺灣））.
8. ↑  蕭博文. 李錫璋 , 编. . 中央社. 2021-04-09  [2024-06-17]. （原始内容存档于2021-04-12） （中文（臺灣））.